# Chiến tranh xứ Gallia

Chiến tranh xứ Gallia là một chuỗi những chiến dịch quân sự được thực hiện bởi các Quân đoàn Lê dương La Mã dưới sự chỉ huy của Julius Caesar vào xứ Gallia, theo sau sự trỗi dậy của các bộ lạc xứ Gallia. Ngoài ra, người La Mã còn tấn công cả Britannia và Germania, nhưng các cuộc viễn chinh này chẳng bao giờ thành công hoàn toàn cả. Cuộc chiến tranh Gallic được quyết định trong Trận đánh Alesia vào năm 52 TCN, nơi mà chiến thắng đã ấn định cho La Mã.
Mặc dù Caesar đã miêu tả đây là một cuộc chiến phòng thủ, nhưng hầu hết các sử gia đều nhìn nhận chiến tranh là yếu tố quyết định giúp Caesar trong sự nghiệp chính trị, và giúp ông thanh toán các khoản nợ khổng lồ của mình. Tuy nhiên, không thể xem nhẹ vị trí quân sự quan trọng của xứ Gallia đối với La Mã, khi mà La Mã đã từng bị rất nhiều bộ lạc Gallia tấn công trước đó. Chinh phục xứ Gaalli giúp cho La Mã đảm bảo an ninh cho khu vự biên giới sông Rhein.
Cuộc chiến này được ghi lại một cách cẩn thận bởi chính Julius Caesar trong cuốn sách Commentarii de Bello Gallico, (cuốn sách này hiện vẫn là một tư liệu lịch sử quan trọng). Ngoài ra, cuốn sách này còn là một tư liệu tuyên truyền chính trị quan trọng, điều mà Caesar vẫn thường dùng để lôi kéo các độc giả của ông tại Roma.

## Tiền đề chính trị
Năm 58 TCN, Caesar kết thúc nhiệm kỳ quan chấp chính của mình tại Roma, và mang theo những khoản nợ nặng nề. Bên cạnh đó, vì đang là thành viên của Chế độ tam đầu chế đầu tiên, Ceasar đảm bảo cho mình chức Thái thú hai tỉnh là Cisalpine Gaul và Illyricum. Vì Metellus Celer, thống đốc tỉnh Transalpine Gaul chết bất ngờ, tỉnh này cũng được giao luôn cho Caesar. Thời gian chấp chính của ông kéo dài đến 5 năm.
Dước sự chỉ huy trực tiếp của Caesar có 4 Quân đoàn bộ binh Lê dương La Mã: Lê Dương XII, Lê Dương XIII, Lê Dương IX xứ Hispana, Lê dương X. Các Quân đoàn này hầu hết đều quen thuộc Caesar vì ông đã từng chỉ huy họ ở tỉnh Hispania Ulterior và cùng với họ có các chiến dịch thành công chống người Lusitan. Ngoài ra Caesar còn có quyền tuyển thêm quân và các đơn vị hậu cần khác.
Mục tiêu của Caesar có thể nhận thấy rõ ràng là chinh phục và thu chiến lợi phẩm nhưng ban đầu Gallia không phải là mục tiêu của ông. Mục tiêu của Caesar là tấn công vùng Balkans chống lại vương quốc Dacia
Các bộ lạc xứ Gallia/Celt, man rợ và hầu như đã bị chia rẽ hoàn toàn. Vài bộ lạc khi buôn bán với La Mã đã bị ảnh hưởng bởi nền văn hóa La Mã, một vài bộ lạc trong số đó đã chuyển từ thể chế công xã bộ lạc sang Cộng hòa.
Người La Mã rất ngại những bộ lạc xứ Germania và Gallia kể trên. Chỉ chừng 50 năm trước, Ý đã từng bị các bộ lạc này tấn công, và chỉ được cứu sau hàng loạt cuộc chiến đẫm máu và tốn kém dưới sự chỉ huy của Gaius Marius. Và gần đây bộ tộc Suebi xứ Germania di chuyển vào xứ Gallia với lãnh đạo của họ là Ariovistus. Trông có vẻ các bộ lạc trên sẽ một lần nữa di chuyển, và điều này sẽ một lần nữa có thể sẽ đe dọa La Mã.

## Diễn biến

### Chiến dịch chống bộ lạc Helvetii - Chiến tranh bắt đầu
Năm 61 TCN, bộ tộc Helvetii bắt đầu một cuộc di trú lớn, mà lãnh đạo là Orgetorix. Trong khoảng thời gian này bộ tộc Helvetii rất là không hài lòng với lãnh thổ mà mình đang có, bị bao quanh bởi các bộ tộc Germania, bộ tộc Celt Sequani và người La Mã tại Gallia Narbonensis. Một mối quan hệ ngoại giao được Qrgetorix thiết lập với hai bộ tộc là Sequani và Aeduians. Ngoài ra, Orgetorix còn có mối quan hệ ngoại giao và cá nhân với bộ tộc Casticus và Dumnorix.
Thông qua một cuộc tranh luận tại hội đồng,thủ lĩnh của người Helvetic là Orgetorix thực hiện các cuộc đàm phán với người Sequani đầy tham vọng và người La Mã thống trị Aeduians.